# 화랑초등학교 (경북)
화랑초등학교는 대한민국 경상북도 경주시 구황동에 있는 공립 초등학교이다.

## 학교 연혁
- 1963.06.29 화랑국민학교 설립인가
- 1964.03.10 화랑국민학교 개교 (계림국민학교, 월성국민학교 학급 축소)
- 1996.03.01 화랑초등학교로 개칭
- 2013.03.01 7학급 편성
- 2015.02.13 제49회 졸업식 (8,679명)
- 2015.09.01 제23대 정진득 교장 부임

## 참고 자료
- 화랑초등학교 - 한국교육학술정보원 학교알리미